# Trolejbusy w Katmandu
Trolejbusy w Katmandu – zlikwidowany system trolejbusowy w stolicy Nepalu, Katmandu. Funkcjonował w latach 1975–2009 i składał się z jednej linii. Był to jedyny system trolejbusowy w tym kraju.

## Historia
Trolejbusy w Katmandu były darem Chińskiej Republiki Ludowej dla Nepalu. System został uruchomiony 28 grudnia 1975 r. W jego skład wchodziła jedna linia trolejbusowa łącząca Tripureszwor z Suria Binak. Przez prawie dwa lata, od 19 grudnia 2001 r. do 1 września 2003 r., trolejbusy nie kursowały z powodów technicznych, finansowych i politycznych. Ruch wznowiono w 2003 r. na skróconej trasie o długości równej w przybliżeniu 5 km, łączącej Tripureszwor i Koteszwor.
Kursowanie trolejbusów zawieszono ponownie w listopadzie 2008 r., lecz system formalnie zakończył swoje funkcjonowanie rok później, w listopadzie 2009 r.